# Henek
Henek (persiska: هنک) är en ort i Iran.   Den ligger i provinsen Kerman, i den centrala delen av landet, 800 km sydost om huvudstaden Teheran. Henek ligger 2 035 meter över havet och antalet invånare är 196.
Terrängen runt Henek är kuperad.Runt Henek är det glesbefolkat, med 13 invånare per kvadratkilometer. Närmaste större samhälle är Hojedk, 13,7 km väster om Henek. Omgivningarna runt Henek är i huvudsak ett öppet busklandskap.